# Carretera de la Cordialidad
La carretera de la Cordialidad es una carretera nacional correspondiente a la ruta nacional 90, que une las ciudades colombianas de Barranquilla y Cartagena de Indias. Es una de las bifurcaciones de la Troncal del Caribe en Barranquilla, y la prolongación de la calle 47 de dicha ciudad (la cual después de la carrera 14 se convierte en calle 56, y hacia el barrio El Bosque hasta la avenida Circunvalar se convierte en carrera 6). 
Es una importante vía del sur de Barranquilla que atraviesa barrios como El Carmen, Cevillar, La Ceiba, La Sierra, La Sierrita, El Bosque, Santo Domingo de Guzmán, San Luis, California, El Romance, entre otros. 
Tiene una longitud aproximada de 143 km. Su trayecto se desarrolla por el centro del departamento del Atlántico, pasando por las poblaciones de Galapa, Baranoa, Sabanalarga, Campeche (corregimiento de Baranoa), Arroyo de Piedra y Pendales (corregimientos de Luruaco) y Luruaco en el departamento del Atlántico. En el departamento de Bolívar pasa por los municipios de Santa Catalina y Clemencia, y el corregimiento de Bayunca, para terminar en Cartagena de Indias. 
Su nombre se debe a la hermandad que se buscó afianzar con su construcción entre las dos ciudades de Barranquilla y Cartagena.